# Amica Wronkistadion
Het Amica Wronkistadion is een multifunctioneel stadion in Wronki, een plaats in Polen. Het stadion wordt ook wel 'Stadion Główny' genoemd. Het stadion werd geopend in 1992 en gerenoveerd in 2004. In het stadion is plaats voor 5.296 toeschouwers.
Het stadion wordt vooral gebruikt voor voetbalwedstrijden, de voetbalclubs Amica Wronki en Lech II Poznań maken gebruik van dit stadion. Het stadion werd ook gebruikt voor het Europees kampioenschap voetbal mannen onder 19 van 2006. Er werden twee groepswedstrijden gespeeld en de halve finale tussen Spanje en Oostenrijk. Er werden ook rugbywedstrijden gespeeld op het Europees Kampioenschap Rugby onder de 18 jaar. Dat toernooi was in 2014.
Het nationale voetbalelftal heeft twee vriendschappelijke internationale wedstrijden in dit stadion afgewerkt. 
| No. | Datum            | Wedstrijd       | Uitslag | Toernooi          |                  |
| --- | ---------------- | --------------- | ------- | ----------------- | ---------------- |
| 1.  | 14 mei 2006      | Polen – Faeröer | 4–0     | Vriendschappelijk | Onderlinge duels |
| 2.  | 27 februari 2008 | Polen – Estland | 2–0     | Vriendschappelijk | Onderlinge duels |